# Török labdarúgó-szövetség
A Török labdarúgó-szövetség, törökül: Türkiye Futbol Federasyonu, TFF, Törökország vezető labdarúgó-szövetsége, melyet 1923-ban alapítottak. Ugyanebben az évben lett a FIFA tagja, 1962-ben pedig az UEFA tagja. A Turkcell Süper Lig és a Török Kupa szervezője.

## Statisztika
- Klubok: 4956
- Csapatok: 11 354
- Igazolt játékosok: 141 598, ebből 233 nő
- Profi játékosok: 4 775
- Sportbírók: 796 férfi, 20 nő
- Legtöbb gól: Hakan Şükür (51 gól 112 meccsen)
- Legtöbb válogatottság: Rüştü Reçber (114 meccs)
- Legnagyobb siker: 2002-es labdarúgó-világbajnokság, bronzérem
- VB-résztvevő: 1954, 2002
- EB-résztvevő: 1996, 2000, 2008

## Bajnokságok

### Professzionális
- Turkcell Süper Lig: 18 csapat versenyzik, a győztes és a második helyezett klub képviseli Törökországot az UEFA Bajnokok Ligájában. A ligában utolsó három helyen végző csapat lekerül a Másodosztály A-ba.
- Másodosztály: A másodosztály két osztályra osztódik: Másodosztály A és Másodosztály B. Az „A” csoportban 18 klub küzd, a három legjobb felkerül a szuperligába. A B osztályban öt csoportban 10-10 klub küzd meg egymással.
- Harmadosztály: Négy csoportban 16-16 klub játszik, minden csoport győztese felkerül a Másodosztály „B” kategóriába.

### Török Kupa
A török kupa győztese és második helyezettje képviseli Törökországot az UEFA-kupán.

### Amatőr
- Felnőttek Amatőr Ligája 1.: 2145 klub
- Felnőttek Amatőr Ligája 2.: 1743 klub
- Felnőttek Amatőr Ligája 3.
- Nők Ligája: 9 klub
- Junior Liga 1: 27 klub
- Junior Liga 2: 100 klub
- Junior Szuperliga (8 regióra bontva):
  - Adana: 16 klub
  - Ankara: 10 klub
  - Antalya: 10 klub
  - Bursa: 16 klub
  - Isztambul: 18 klub
  - İzmir: 12 klub
  - Diyarbakır: 7 klub
  - Trabzon: 13 klub
  - Samsun: 10 klub

## Nemzeti stadionok
- Isztambul
  - Atatürk Olimpiai Stadion (81 283 fő)
  - Şükrü Saracoğlu Stadion (52 509 fő)
  - BJK İnönü Stadion (32 086 fő)
  - Ali Sami Yen Stadion (22 500 fő)
- Ankara
  - 19 Mayıs Stadion (21 250 fő)
- İzmir
  - İzmir Atatürk Stadion
- Bursa
  - Bursa Atatürk Stadion (19 700 fő)
- Trabzon
  - Hüseyin Avni Aker Stadion (29 500 fő)
- Gaziantep
  - Kamil Ocak Stadion (14 325 fő)
- Denizli
  - Denizli Atatürk Stadion (15 000 fő)

## Szponzorok
A TFF hivatalos szponzorai:
| - Nike - Turkcell - Garanti Bankası | - Ülker - Coca-Cola - Efes Pilsen | - Mercedes Benz - Turkish Airlines - Iddaa - Sarar |

## Külső hivatkozások
- Hivatalos honlap
- Turkish soccer (angolul)
- Amatőr török foci (törökül)